# Arbeitslager Annaberg
Arbeitslager Annaberg – niemiecki obóz pracy przymusowej założony w 1940 na Górze Świętej Anny w województwie opolskim. Funkcjonował do 1945 roku. 

## Historia obozu
W latach 1940–1942 funkcjonował jako RAB-Lager (Reichsautobahnlager – obóz służący jako zaplecze do budowy autostrad), później od 1941 do 1942 jako Arbeitskommando, (komando robocze dla jeńców radzieckich), następnie od 1942 do 1944 jako ZA-Lager (Zwangsarbeitslager – obóz pracy przymusowej dla Żydów z terenu Śląska, Zagłębia Dąbrowskiego i Europy Zachodniej), ostatecznie jako siedziba Arbeitsdienst 1943–1945 (Urzędu Pracy, który został przeniesiony z Sosnowca).
Obóz pracy przymusowej zaczął funkcjonować w październiku 1940, po powołaniu przez Heinricha Himmlera szefa policji we Wrocławiu Albrechta Schmelta na stanowisko Specjalnego Pełnomocnika SS-Reichsführera do Spraw Zatrudnienia Obcych Narodowości na Górnym Śląsku (Sonderbeaftragter des RFSS für fremdvölkischen Arbeitseinsatz in Oberschlesien). Od tego czasu obóz stał się częścią sieci obozów Organizacji Schmelta, gdzie przymusowo zatrudniano żydowskich robotników z gett Śląska i Zagłębia. 
Komendanci obozu pracy Annaberg:
- Karl Behm/Böhm (1940-1941)
- Fritz Lehman/Lehmann (1941-1943)
- Otto Ulwer (1943)
- Heinrich Lindner (1943-1945)

Obóz w pierwszej fazie funkcjonowania składał się z trzech drewnianych baraków oraz budynku komendantury, który wcześniej pełnił funkcję Domu Polskiego. W początkowym okresie przebywało w obozie do 500 żydowskich robotników przymusowych, w tym około 10% stanowiły kobiety. Mężczyzn wykorzystywano, jako niewolniczą siłę roboczą przy budowie dróg na terenie Śląska. Kobiety pracowały głównie na terenie obozu. Od końca 1940 roku prowadzono selekcje, podczas których formowano transporty do innych obozów pracy lub do obozu koncentracyjnego Auschwitz-Birkenau. W 1941 roku po inwazji na Związek Radziecki do opróżnionego obozu Annaberg skierowano około 500 jeńców radzieckich, którzy pracowali przy budowie autostrady. Tworzyli oni komando robocze R 9. Wysoka śmiertelność oraz zmiany organizacyjne spowodowały, że komando na Górze Świętej Anny przestało funkcjonować wiosną 1942 roku. Do obozu skierowano wówczas „ocalonych z Frontu Wschodniego”, czyli żydowskich robotników przymusowych wykorzystywanych do prac na zapleczu Wehrmachtu, w ramach Organizacji Todt. Jesienią 1942 roku do obozu Annaberg kierowano też Żydów zachodnioeuropejskich, którzy byli selekcjonowani z transportów do Auschwitz-Birkenau, na stacji w Koźlu. Dla wielu więźniów pobyt w obozie na Górze Świętej Anny był zaledwie etapem w wojennej poniewierce, stamtąd kierowano ich do innych obozów zarówno pracy, jak i koncentracyjnych. Od listopada obóz pełnił przez kilka miesięcy funkcje obozu szpitalnego w sieci Organisation Schmelt (Juden-Krankenlager). Przebywający w obozie nie pracowali już przy budowie dróg, co wiązało się zatrzymaniem projektu budowy autostrad. Więźniów skierowano wówczas do prac przy budowie fabryk w Blachowni Śląskiej i Zdzieszowicach. W 1943 roku po zakończeniu akcji likwidacyjnej gett na terenie Śląska i Zagłębia Dąbrowskiego w obozie przebywało około 1000 więźniów. Powiększono wówczas obszar i dobudowano kolejne baraki. Wraz z rodziną trafił tam znany po wojnie pisarz i historyk Arno Lustiger z Będzina, kuzyn kardynała Jean-Marie Lustigera. Annaberg stał się też obozem magazynowym, dokąd przywożono rzeczy zrabowane Żydom z likwidowanych gett. Przeniesiono wówczas siedzibę Dienstelle, która dotychczas mieściła się w Sosnowcu. Większość więźniów we wrześniu 1944 roku przeniesiono z Annaberg do obozu w Blachowni Śląskiej, który stał się filią obozu w Oświęcimiu (Auschwitz III). Na miejscu zostało niewielu robotników, zatrudnionych głównie w Dienstelle. Zimą 1944/1945 roku obóz był wykorzystywany jeszcze jako miejsce odpoczynku więźniów podczas ewakuacji z innych kacetów. W formie szczątkowej funkcjonował do wyzwolenia, w lutym 1945 roku. Był jednym z najdłużej istniejących obozów pracy przymusowej na tym terenie.